# Matas Vaitkus
Matas Vaitkus (Klaipėda, 6 settembre 2000) è un cestista lituano.

## Carriera

### Nazionale
Nel 2019 ha disputato il Mondiale Under-19, concluso al quarto posto finale.